# The Paul McCartney World Tour
The Paul McCartney World Tour fu il tour mondiale di Paul McCartney intrapreso fra il 1989 e il 1990, il primo dell'artista dopo lo scioglimento dei Wings avvenuto nel 1980, e a dieci anni di distanza dal tour più recente, Wings UK Tour 1979.
Segnò anche il ritorno di Paul McCartney in America del Nord 13 anni dopo Wings Over the World Tour del 1976.
Tra i vari primati che tale tour conseguì, figura anche quello di aver registrato, all'epoca, la maggiore affluenza pagante in un concerto, 184 000 spettatori allo stadio Maracanã di Rio de Janeiro il 21 aprile 1990.

## Storia
Benché ideato come promozione di Flowers in the Dirt, album del 1989 prodotto con la collaborazione di Elvis Costello, il tour propose una larga selezione di brani dei Beatles pubblicati a firma Lennon-McCartney.
Dal tour furono realizzati un doppio album dal vivo, Tripping the Live Fantastic (1990), e due lavori cinematografici, il film Get Back e il documentario From Rio to Liverpool.
I palcoscenici furono dipinti da Bryan Clarke, collaboratore di McCartney che disegnò anche la copertina di Flowers in the Dirt, allo staff e ai fan fu regalato un libretto contenente un itinerario del tour e varie riflessioni di McCartney e della sua band.

## Date
| Data                | Città                | Paese          | Luogo                        |
| Europa              | Europa               | Europa         | Europa                       |
| ------------------- | -------------------- | -------------- | ---------------------------- |
| 26 settembre 1989   | Drammen              | Norvegia       | Drammenshallen               |
| 28 settembre 1989   | Göteborg             | Svezia         | Scandinavium                 |
| 29 settembre 1989   | Stoccolma            | Svezia         | Isstadion                    |
| 30 settembre 1989   | Stoccolma            | Svezia         | Isstadion                    |
| 3 ottobre 1989      | Amburgo              | Germania Ovest | Alsterdorfer Sporthalle      |
| 4 ottobre 1989      | Amburgo              | Germania Ovest | Alsterdorfer Sporthalle      |
| 6 ottobre 1989      | Francoforte sul Meno | Germania Ovest | Festhalle                    |
| 7 ottobre 1989      | Francoforte sul Meno | Germania Ovest | Festhalle                    |
| 9 ottobre 1989      | Parigi               | Francia        | Palazzo dello sport di Bercy |
| 10 ottobre 1989     | Parigi               | Francia        | Palazzo dello sport di Bercy |
| 11 ottobre 1989     | Parigi               | Francia        | Palazzo dello sport di Bercy |
| 16 ottobre 1989     | Dortmund             | Germania Ovest | Westfalenhallen              |
| 17 ottobre 1989     | Dortmund             | Germania Ovest | Westfalenhallen              |
| 20 ottobre 1989     | Monaco di Baviera    | Germania Ovest | Olympiahalle                 |
| 21 ottobre 1989     | Monaco di Baviera    | Germania Ovest | Olympiahalle                 |
| 22 ottobre 1989     | Monaco di Baviera    | Germania Ovest | Olympiahalle                 |
| 24 ottobre 1989     | Roma                 | Italia         | Palazzo dello Sport          |
| 26 ottobre 1989     | Milano               | Italia         | Palatrussardi                |
| 27 ottobre 1989     | Milano               | Italia         | Palatrussardi                |
| 29 ottobre 1989     | Zurigo               | Svizzera       | Hallenstadion                |
| 30 ottobre 1989     | Zurigo               | Svizzera       | Hallenstadion                |
| 2 novembre 1989     | Madrid               | Spagna         | Palacio de los Deportes      |
| 3 novembre 1989     | Madrid               | Spagna         | Palacio de los Deportes      |
| 5 novembre 1989     | Lione                | Francia        | Halle Tony Garnier           |
| 7 novembre 1989     | Rotterdam            | Paesi Bassi    | Ahoy Rotterdam               |
| 8 novembre 1989     | Rotterdam            | Paesi Bassi    | Ahoy Rotterdam               |
| 10 novembre 1989    | Rotterdam            | Paesi Bassi    | Ahoy Rotterdam               |
| 11 novembre 1989    | Rotterdam            | Paesi Bassi    | Ahoy Rotterdam               |
| America del Nord    |                      |                |                              |
| 23 novembre 1989    | Inglewood            | Stati Uniti    | Great Western Forum          |
| 24 novembre 1989    | Inglewood            | Stati Uniti    | Great Western Forum          |
| 27 novembre 1989    | Inglewood            | Stati Uniti    | Great Western Forum          |
| 28 novembre 1989    | Inglewood            | Stati Uniti    | Great Western Forum          |
| 29 novembre 1989    | Inglewood            | Stati Uniti    | Great Western Forum          |
| 3 dicembre 1989     | Rosemont             | Stati Uniti    | Rosemont Horizon             |
| 4 dicembre 1989     | Rosemont             | Stati Uniti    | Rosemont Horizon             |
| 5 dicembre 1989     | Rosemont             | Stati Uniti    | Rosemont Horizon             |
| 7 dicembre 1989     | Toronto              | Canada         | SkyDome                      |
| 9 dicembre 1989     | Montréal             | Canada         | Forum de Montréal            |
| 11 dicembre 1989    | New York             | Stati Uniti    | Madison Square Garden        |
| 12 dicembre 1989    | New York             | Stati Uniti    | Madison Square Garden        |
| 14 dicembre 1989    | New York             | Stati Uniti    | Madison Square Garden        |
| 15 dicembre 1989    | New York             | Stati Uniti    | Madison Square Garden        |
| Europa              |                      |                |                              |
| 2 gennaio 1990      | Birmingham           | Regno Unito    | NEC Arena                    |
| 3 gennaio 1990      | Birmingham           | Regno Unito    | NEC Arena                    |
| 5 gennaio 1990      | Birmingham           | Regno Unito    | NEC Arena                    |
| 6 gennaio 1990      | Birmingham           | Regno Unito    | NEC Arena                    |
| 8 gennaio 1990      | Birmingham           | Regno Unito    | NEC Arena                    |
| 9 gennaio 1990      | Birmingham           | Regno Unito    | NEC Arena                    |
| 11 gennaio 1990     | Londra               | Regno Unito    | Wembley Arena                |
| 13 gennaio 1990     | Londra               | Regno Unito    | Wembley Arena                |
| 14 gennaio 1990     | Londra               | Regno Unito    | Wembley Arena                |
| 16 gennaio 1990     | Londra               | Regno Unito    | Wembley Arena                |
| 17 gennaio 1990     | Londra               | Regno Unito    | Wembley Arena                |
| 19 gennaio 1990     | Londra               | Regno Unito    | Wembley Arena                |
| 20 gennaio 1990     | Londra               | Regno Unito    | Wembley Arena                |
| 21 gennaio 1990     | Londra               | Regno Unito    | Wembley Arena                |
| 23 gennaio 1990     | Londra               | Regno Unito    | Wembley Arena                |
| 24 gennaio 1990     | Londra               | Regno Unito    | Wembley Arena                |
| 26 gennaio 1990     | Londra               | Regno Unito    | Wembley Arena                |
| America del Nord    |                      |                |                              |
| 1 febbraio 1990     | Auburn Hills         | Stati Uniti    | The Palace of Auburn Hills   |
| 2 febbraio 1990     | Auburn Hills         | Stati Uniti    | The Palace of Auburn Hills   |
| 4 febbraio 1990     | Pittsburgh           | Stati Uniti    | Civic Arena                  |
| 5 febbraio 1990     | Pittsburgh           | Stati Uniti    | Civic Arena                  |
| 8 febbraio 1990     | Worcester            | Stati Uniti    | Worcester Centrum            |
| 9 febbraio 1990     | Worcester            | Stati Uniti    | Worcester Centrum            |
| 12 febbraio 1990    | Cincinnati           | Stati Uniti    | Riverfront Coliseum          |
| 14 febbraio 1990    | Indianapolis         | Stati Uniti    | Market Square Arena          |
| 15 febbraio 1990    | Indianapolis         | Stati Uniti    | Market Square Arena          |
| 18 febbraio 1990    | Atlanta              | Stati Uniti    | The Omni                     |
| 19 febbraio 1990    | Atlanta              | Stati Uniti    | The Omni                     |
| Asia                |                      |                |                              |
| 3 marzo 1990        | Tokyo                | Giappone       | Tokyo Dome                   |
| 5 marzo 1990        | Tokyo                | Giappone       | Tokyo Dome                   |
| 7 marzo 1990        | Tokyo                | Giappone       | Tokyo Dome                   |
| 9 marzo 1990        | Tokyo                | Giappone       | Tokyo Dome                   |
| 11 marzo 1990       | Tokyo                | Giappone       | Tokyo Dome                   |
| 13 marzo 1990       | Tokyo                | Giappone       | Tokyo Dome                   |
| America del Nord    |                      |                |                              |
| 29 marzo 1990       | Seattle              | Stati Uniti    | Seattle Kingdome             |
| 31 marzo 1990       | Berkeley             | Stati Uniti    | California Memorial Stadium  |
| 1 aprile 1990       | Berkeley             | Stati Uniti    | California Memorial Stadium  |
| 4 aprile 1990       | Tempe                | Stati Uniti    | Sun Devil Stadium            |
| 7 aprile 1990       | Irving               | Stati Uniti    | Texas Stadium                |
| 9 aprile 1990       | Lexington            | Stati Uniti    | Rupp Arena                   |
| 12 aprile 1990      | Tampa                | Stati Uniti    | Tampa Stadium                |
| 14 aprile 1990      | Miami Gardens        | Stati Uniti    | Joe Robbie Stadium           |
| 15 aprile 1990      | Miami Gardens        | Stati Uniti    | Joe Robbie Stadium           |
| America meridionale |                      |                |                              |
| 20 aprile 1990      | Rio de Janeiro       | Brasile        | Stadio Maracanã              |
| 21 aprile 1990      | Rio de Janeiro       | Brasile        | Stadio Maracanã              |
| Europa              |                      |                |                              |
| 23 giugno 1990      | Glasgow              | Scozia         | S.E.C.C. Arena               |
| 28 giugno 1990      | Liverpool            | Inghilterra    | King's Docks                 |
| 30 giugno 1990      | Stevenage            | Inghilterra    | Knebworth                    |
| Nord America        |                      |                |                              |
| 4 luglio 1990       | Washington           | Stati Uniti    | Robert F. Kennedy Stadium    |
| 6 luglio 1990       | Washington           | Stati Uniti    | Robert F. Kennedy Stadium    |
| 9 luglio 1990       | East Rutherford      | Stati Uniti    | Giants Stadium               |
| 11 luglio 1990      | East Rutherford      | Stati Uniti    | Giants Stadium               |
| 14 luglio 1990      | Filadelfia           | Stati Uniti    | Veterans Stadium             |
| 15 luglio 1990      | Filadelfia           | Stati Uniti    | Veterans Stadium             |
| 18 luglio 1990      | Ames                 | Stati Uniti    | Cyclone Stadium              |
| 20 luglio 1990      | Cleveland            | Stati Uniti    | Cleveland Stadium            |
| 22 luglio 1990      | Raleigh              | Stati Uniti    | Carter–Finley Stadium        |
| 24 luglio 1990      | Foxborough           | Stati Uniti    | Sullivan Stadium             |
| 25 luglio 1990      | Foxborough           | Stati Uniti    | Sullivan Stadium             |
| 26 luglio 1990      | Foxborough           | Stati Uniti    | Sullivan Stadium             |
| 29 luglio 1990      | Chicago              | Stati Uniti    | Soldier Field                |

## Scaletta
1. Figure of Eight (solista)
2. Jet (Wings)
3. Rough Ride (solista)
4. Got to Get You into My Life (Beatles)
5. Band on the Run (Wings)
6. Ebony and Ivory (solista) / Birthday (Beatles)
7. We Got Married (solista)
8. Maybe I'm Amazed / Let 'Em In (solista)
9. The Long and Winding Road (Beatles)
10. The Fool on the Hill (Beatles)
11. Sgt. Pepper's Lonely Hearts Club Band / Sgt. Pepper's Lonely Hearts Club Band (Reprise) (Beatles)
12. Good Day Sunshine (Beatles)
13. Can't Buy Me Love (Beatles)
14. Put It There (solista)
15. Things We Said Today (Beatles)
16. Eleanor Rigby (Beatles)
17. This One (solista)
18. My Brave Face (solista)
19. Back in the U.S.S.R. (Beatles)
20. I Saw Her Standing There (Beatles)
21. Twenty Flight Rock (Eddie Cochran)
22. Coming Up (solista)
23. Lennon Medley – Strawberry Fields Forever / Help! (Beatles) / Give Peace a Chance (Plastic Ono Band)[2]
24. Let It Be (Beatles)
25. Ain't That a Shame (Fats Domino)
26. Live and Let Die (Wings)
27. Hey Jude (Beatles)
28. Yesterday (Beatles)
29. Mull of Kintyre (solista)[3]
30. P.S. Love Me Do[2] – medley di Love Me Do e P.S. I Love You (Beatles)
31. Get Back (Beatles)
32. Golden Slumbers / Carry That Weight / The End (Beatles)

## Formazione
- Paul McCartney - basso elettrico, pianoforte, chitarra elettrica, chitarra acustica, tastiere, voce
- Linda McCartney - tastiere, cori, percussioni
- Hamish Stuart - chitarra elettrica, basso elettrico, chitarra acustica, cori
- Robbie McIntosh - chitarra elettrica, cori
- Paul 'Wix' Wickens - tastiere, cori
- Chris Whitten - batteria, batteria elettronica

## Strumenti suonati da ogni componente del gruppo
| Brani                                               | Paul McCartney              | Stuart                   | McIntosh           | Wix      | Whitten  | Linda McCartney     |
| --------------------------------------------------- | --------------------------- | ------------------------ | ------------------ | -------- | -------- | ------------------- |
| Figure Of Eight                                     | Basso                       | Chitarra Elettrica       | Chitarra Elettrica | Tastiere | Batteria | Tamburello          |
| Jet                                                 | Basso                       | Chitarra Elettrica       | Chitarra Elettrica | Tastiere | Batteria | Tastiere            |
| Rough Ride                                          | Basso                       | Chitarra Elettrica       | Chitarra Elettrica | Tastiere | Batteria | Tastiere            |
| Got To Get You Into My Life                         | Basso                       | Chitarra Elettrica       | Chitarra Elettrica | Tastiere | Batteria | Tastiere            |
| Band On The Run                                     | Basso                       | Chitarra Elettrica       | Chitarra Elettrica | Tastiere | Batteria | Tastiere            |
| Ebony And Ivory o Birthday                          | Basso                       | Chitarra Elettrica       | Chitarra Elettrica | Tastiere | Batteria | Tastiere            |
| We Got Married                                      | Basso                       | Chitarra Acustica        | Chitarra Elettrica | Tastiere | Batteria | Tastiere            |
| Maybe I'm Amazed o Let 'Em In                       | Pianoforte                  | Basso                    | Chitarra Elettrica | Tastiere | Batteria | Tastiere o Batteria |
| The Long And Winding Road                           | Pianoforte                  | Basso                    | Chitarra Elettrica | Tastiere | Batteria | Tastiere            |
| The Fool On The Hill                                | Pianoforte                  | Basso                    | Chitarra Elettrica | Tastiere | Batteria | Tastiere            |
| Sgt. Pepper's Lonely Hearts Club Band               | Chitarra Elettrica          | Basso                    | Chitarra Elettrica | Tastiere | Batteria | Tastiere            |
| Good Day Sunshine                                   | Chitarra Elettrica          | Basso                    | Chitarra Elettrica | Tastiere | Batteria | Tastiere            |
| Can't Buy Me Love                                   | Chitarra Elettrica          | Basso                    | Chitarra Elettrica | Tastiere | Batteria | Tastiere            |
| Put It There                                        | Chitarra Acustica           | Basso                    | Chitarra Elettrica | Tastiere | Batteria | Tastiere            |
| Things We Said Today                                | Chitarra Acustica           | Basso                    | Chitarra Elettrica | Tastiere | Batteria | Tastiere            |
| Eleanor Rigby                                       | Chitarra Acustica           | Niente                   | Niente             | Tastiere | Niente   | Niente              |
| This One                                            | Basso                       | Chitarra Elettrica       | Chitarra Elettrica | Tastiere | Batteria | Tamburello          |
| My Brave Face                                       | Basso                       | Chitarra Elettrica       | Chitarra Elettrica | Tastiere | Batteria | Tastiere            |
| Back In The USSR                                    | Basso                       | Chitarra Elettrica       | Chitarra Elettrica | Tastiere | Batteria | Tastiere            |
| I Saw Her Standing There                            | Basso                       | Chitarra Elettrica       | Chitarra Elettrica | Tastiere | Batteria | Tastiere            |
| Twenty Flight Rock                                  | Basso                       | Chitarra Elettrica       | Chitarra Elettrica | Tastiere | Batteria | Tastiere            |
| Coming Up                                           | Basso                       | Chitarra Elettrica       | Chitarra Elettrica | Tastiere | Batteria | Tastiere            |
| Strawberry Fields Forever/Help!/Give Peace A Chance | Pianoforte                  | Basso                    | Chitarra Elettrica | Tastiere | Batteria | Tastiere            |
| Let It Be                                           | Pianoforte                  | Basso                    | Chitarra Elettrica | Tastiere | Batteria | Tastiere            |
| Ain't That A Shame                                  | Pianoforte                  | Basso                    | Chitarra Elettrica | Tastiere | Batteria | Tastiere            |
| Live And Let Die                                    | Pianoforte                  | Basso                    | Chitarra Elettrica | Tastiere | Batteria | Tastiere            |
| Hey Jude                                            | Pianoforte                  | Basso                    | Chitarra Elettrica | Tastiere | Batteria | Tamburello/Tastiere |
| Yesterday                                           | Chitarra Acustica           | Niente                   | Niente             | Tastiere | Niente   | Niente              |
| P.S. Love Me Do                                     | Niente                      | Basso                    | Chitarra Elettrica | Tastiere | Batteria | Tastiere            |
| Get Back                                            | Basso                       | Chitarra Elettrica       | Chitarra Elettrica | Tastiere | Batteria | Tastiere            |
| Golden Slumbers/Carry That Weight/The End           | Tastiere/Chitarra Elettrica | Basso/Chitarra Elettrica | Chitarra Elettrica | Tastiere | Batteria | Tastiere            |

## Soundcheck
1. C Moon (McCartney)
2. Crackin' Up (McDaniel)
3. Don't Let The Sun Catch You Crying (Greene)
4. Inner City Madness (Paul McCartney/Linda McCartney/Stuart/McIntosh/Wickens/Whitten)
5. Matchbox (Perkins)
6. Sally (Haines/Leon/Towers)
7. Together (Paul McCartney/Linda McCartney/Stuart/McIntosh/Wickens/Whitten)